# Stig Lommers sommarrevy 1958
Stig Lommers sommarrevy -58 var en revy med danska och svenska originaltexter som spelade 1958 i Stockholm i produktion av Knäppupp AB. De danska texterna skrevs av Arvid Möller och Börge Möller (svensk översättning: Nils Bie), och de svenska texterna av Hans Alfredson, Tage Danielsson och Gösta Rybrant. För regin svarade Stig Lommer och Svend Asmussen var kapellmästare.
Stig Lommers sommarrevy -58 spelade på Knäppupps scen Idéonteatern den 16 juni-14 september 1958.

## Medverkande
Mari Ade, Lissi Alandh, Svend Asmussen, Jörgen Ingman, Dirch Passer, Kjeld Petersen med flera.